# 細河村
細河村（ほそかわむら）は、大阪府豊能郡にあった村。現在の池田市の北西部、余野川の下流域、国道423号の沿線にあたる。

## 地理
- 山岳：長尾山
- 河川：猪名川、余野川

## 歴史
- 1889年（明治22年）4月1日 - 町村制の施行により、豊島郡中川原村・吉田村・古江村・木部村・東山村・伏尾村の区域をもって発足。
- 1896年（明治29年）4月1日 - 所属郡が豊能郡に変更。
- 1935年（昭和10年）8月10日 - 池田町・秦野村・北豊島村と合併して池田町が発足。同日細河村廃止。

## 経済
農業
『大日本篤農家名鑑』によると、細河村の篤農家は「下村小平、下村惣七郎、北川夏五郎、南寅造、福井熊三郎、山脇辮治朗」などがいた。

## 地域

### 医療
古江の森家は、江戸時代から医薬業に従事した。

## 交通

### 道路
現在は旧村域に阪神高速11号池田線の池田木部第一出入口・池田木部第二出入口が所在するが、当時は未開通。

## 出身・ゆかりのある人物
- 森秀次（会社役員、部落解放運動家、衆議院議員、大阪府会議員） - 古江の森家の養子である。